# Gaweł (uczeń św. Kolumbana)
Święty Gaweł, również Święty Gall, łac. Gallus (ur. ok. 550, zm. ok. 645) – irlandzki mnich, uczeń św. Kolumbana Młodszego, święty Kościoła katolickiego.
Był jednym z 12 uczniów św. Kolumbana Młodszego. Wraz z nim przybył do Francji, gdzie Kolumban założył klasztor w Luxeuil w Wogezach. Stamtąd zostali jednak wypędzeni przez królową Brunhildę za piętnowanie nadużyć władzy z jej strony. Przenieśli się wtedy do Niemiec. Około 612 Gaweł opuścił Kolumbana (który udał się do Włoch) i pozostał w Szwajcarii, gdzie wraz z uczniami prowadził surowe, pustelnicze życie, dając początek późniejszemu opactwu w 614. Kiedy zmarł biskup Konstancji, miejscowy lud i duchowieństwo zaproponowali Gawłowi przyjęcie sakry biskupiej, ten jednak odmówił. Zmarł w swojej pustelni w wieku ponad 90 lat.
Nad grobem św. Gawła w 750 św. Otmar wybudował kościół i klasztor, które dały początek rozległemu opactwu benedyktyńskiemu, a następnie miastu Sankt Gallen.
W 1353 głowa św. Gawła jako cenna relikwia została zabrana przez cesarza Karola IV i ofiarowana kościołowi św. Gawła w Pradze. Pozostałe relikwie w czasach reformacji w XVI wieku zostały częściowo zniszczone.